# Mintorahayu
Mintorahayu is een bestuurslaag in het regentschap Pati van de provincie Midden-Java, Indonesië. Mintorahayu telt 1241 inwoners (volkstelling 2010).